# Мала киринија
Мала киринија или тимочки решеткар (лат. Kirinia climene) врста је лептира из породице шаренаца (лат. Nymphalidae).

## Опис врсте
Мала киринија (Kirinia climene) је препознатљива по уоквиреним окцима са доње стране крила. По начину лета подсећа на обичног смеђаша (Maniola jurtina).
Биљке домаћини ларви мале кириније су из породице правих трава (Poaceae), укључујући једногодишњу ливадарку (Poa annua).
Лети од раног јуна до средине августа. Лети се често може видети на цвећу. У време врућина углавном се налазе у сенци крошњи дрвећа или високих трава.

## Подврсте
- (Herrich-Schäffer, [1850]) (Кавказ, Закавказје)

## Распрострањеност и станиште
Насељава југоисточну Европу Србију, Македонију, Румунију, Бугарску, такође насељава Турску, Закавказје, Кавказ, југозападне делове Русије, Сирију, Ирак и Иран.
Настањује запуштене ливаде и пашњаке обрасле жбуњем и дрвећем у чијој близини се најчешће налази. Мала киринија живи у топлијим стаништима од свог већег сродника кириније (Kirinia roxelana).
Најчешће насељава ливаде и шуме на надморској висини од 1.500 до 2.300 метара.